# Romyverleihung 2022
Die Romy-Verleihung 2022 fand am 23. April 2022 in der Wiener Hofburg statt. Die von der Tageszeitung Kurier veranstaltete Vergabe des österreichischen Fernseh- und Filmpreises Romy fand zum 33. Mal statt und wurde zum 32. Mal vom ORF übertragen. Moderiert wurde die Veranstaltung von Andi Knoll.

## Publikumspreise
Die Nominierungen für die Publikumswahl in der Kategorie Sport wurden am 11. Februar 2022 bekanntgegeben, die Nominierten der weiteren Kategorien wurden am 14. Februar 2022 veröffentlicht. Zuletzt wurde eine Romy in der Kategorie Sport im Rahmen der Romyverleihung 2019 vergeben, 2020 und 2021 erfolgte aufgrund der COVID-19-Pandemie keine Vergabe in dieser Kategorie.
Die bisherige Kategorie Nachwuchs wurde in Entdeckungen umbenannt, die Nominierungen in dieser Kategorie wurden von Schauspieler Markus Freistätter vorgeschlagen.
| Kategorie                                                          | Preisträger                 | Nominierte |
| ------------------------------------------------------------------ | --------------------------- | --- |
| Beliebteste Schauspielerin Kino/TV-Film präsentiert von Andi Knoll | Maria Hofstätter            | Julia Koschitz Birgit Minichmayr Johanna Wokalek Natalia Wörner                                                              |
| Beliebtester Schauspieler Kino/TV-Film präsentiert von Hilde Dalik | Philipp Hochmair (2. Romy)  | Georg Friedrich Murathan Muslu Franz Rogowski Matthias Schweighöfer                                                          |
| Beliebteste Schauspielerin Serie/Reihe präsentiert von Andi Knoll  | Stefanie Reinsperger        | Hilde Dalik Valerie Huber Désirée Nosbusch Margarethe Tiesel                                                                 |
| Beliebtester Schauspieler Serie/Reihe präsentiert von Maria Happel | Nicholas Ofczarek (2. Romy) | Moritz Bleibtreu Charly Hübner Hary Prinz Laurence Rupp                                                                      |
| Information präsentiert von Günther Mayr                           | Lou Lorenz-Dittlbacher      | Peter Hajek, Meinrad Knapp, Thomas Hofer Markus Lanz Manuela Raidl Susanne Schnabl                                           |
| Show/Unterhaltung präsentiert von Kristina Inhof                   | Hans Knauß                  | Mario Hochgerner, Dori Bauer, Florian Knöchl Michael Bully Herbig Joko Winterscheidt, Klaas Heufer-Umlauf Victoria Swarovski |
| Sport präsentiert von Jasmin Eder, Lisa Makas und Irene Fuhrmann   | Alina Zellhofer (2. Romy)   | Anna-Theresa Lallitsch Andreas Gröbl und Andrea Schlager Walter Reiterer und Michael Eschlböck Ernst Hausleitner             |
| Entdeckung weiblich präsentiert von Markus Freistätter             | Antonia Moretti             | Dominique Devenport Selina Graf Valerie Stoll Annika Wonner                                                                  |
| Entdeckung männlich präsentiert von Markus Freistätter             | Julian Waldner              | Bruno Alexander Damian Hardung Julian Looman Emilio Sakraya                                                                  |

## Akademiepreise
Sonderpreis der Jury
präsentiert von Martina Salomon
- Christian Wehrschütz

Preis der Jury
präsentiert von Georg Leyrer
- Corinna Milborn

Platin-Romy für das Lebenswerk
Laudatio: Tobias Moretti
- Erni Mangold[5]

## Branchenpreise
Die Nominierungen für die Branchenpreise wurden am 8. Juli 2022 bekanntgegeben. Bis zum 4. September 2022 stimmten Branchenvertreter über den Preisträger in 15 Kategorien ab. Große Freiheit von Sebastian Meise, die Nöstlinger-Verfilmung Geschichten vom Franz, die Serie Die Macht der Kränkung sowie Klammer – Chasing the Line wurden jeweils in vier Kategorien nominiert. Die Verleihung fand am 16. September 2022 im Wiener Gartenbaukino statt und wurde von Arabella Kiesbauer moderiert. Die Preisträger wurden am 10. September 2022 veröffentlicht.
Beste Serie TV/Stream
- Die Ibiza Affäre – Produktion: Wiedemann & Berg Filmproduktion, Epo-Film
  - Der Pass – Produktion: Wiedemann & Berg Filmproduktion, Epo-Film
  - Die Macht der Kränkung – Produktion: Mona Film/Tivoli Film
  - Eldorado KaDeWe – Jetzt ist unsere Zeit – Produktion: UFA Fiction, Constantin Television

Bester Film TV/Stream
- Die Wannseekonferenz – Produktion: Friederich Oetker und Reinhold Elschot
  - Die Welt steht still – Produktion: Anne-Lena Dwyer, Jutta Lieck-Klenke
  - Landkrimi: Flammenmädchen – Produktion: Jakob Pochlatko, Dieter Pochlatko
  - Klammer – Chasing the Line – Produktion: Jakob Pochlatko, Dieter Pochlatko, Loredana Rehekampff, Andreas Schmied

Beste Dokumentation TV/Stream
- Das Ibiza-Video: Ein journalistischer Krimi – Produktion: Sky
  - Der talentierte Herr… – Produktion: ORF, HolyScreen Media
  - 40 Jahre Sommergespräche – Produktion: ORF, Julia Ortner
  - Sterben 2.0 – Der neue Umgang mit dem Tod – Produktion: Red Monster Film, ORF, Katharina Liebert, Stefan Wolner

Bestes Drehbuch TV/Stream
- Magnus Vattrodt und Paul Mommertz für Die Wannseekonferenz
  - Agnes Pluch für Die Macht der Kränkung
  - Dorothee Schön für Die Welt steht still

Beste Regie TV/Stream
- Umut Dağ für Die Macht der Kränkung
  - Cyrill Boss und Philipp Stennert für Der Pass
  - Catalina Molina für Landkrimi: Flammenmädchen
  - Julia von Heinz für Eldorado KaDeWe – Jetzt ist unsere Zeit

Beste Kamera TV/Stream
- Thomas W. Kiennast für Im Netz der Camorra
  - Daniela Knapp für Eldorado KaDeWe – Jetzt ist unsere Zeit
  - Xiaosu Han und Andreas Thalhammer für Klammer – Chasing the Line

Bester Schnitt TV/Stream
- Nils Landmark und Jan Ruschke für Die Ibiza Affäre
  - Peter Christelis und Klaus Hundsbichler für Vienna Blood (2. Staffel)
  - Gerd Berner für Klammer – Chasing the Line

Bester Film Kino
- Große Freiheit
  - Geschichten vom Franz
  - Ich bin dein Mensch
  - Fuchs im Bau

Beste Dokumentarfilm Kino
- Marko Feingold – Ein jüdisches Leben
  - The Bubble
  - Alice Schwarzer
  - Herr Bachmann und seine Klasse

Bestes Drehbuch Kino
- Thomas Reider und Sebastian Meise für Große Freiheit
  - Jan Schomburg und Maria Schrader für Ich bin dein Mensch
  - Arman T. Riahi für Fuchs im Bau
  - Sarah Wassermair für Geschichten vom Franz

Beste Regie Kino
- Maria Schrader für Ich bin dein Mensch
- Ulrich Seidl für Rimini
- Johannes Schmid für Geschichten vom Franz

Beste Kamera Kino
- Thomas W. Kiennast für Schachnovelle
  - Crystel Fournier für Große Freiheit
  - Benedict Neuenfels für Hinterland
  - Judith Kaufmann für Wanda, mein Wunder

Bester Schnitt Kino
- Oliver Neumann für Hinterland
  - Karina Ressler und Joana Scrinzi für Fuchs im Bau
  - Monika Willi für Rimini

Beste Produktion
- Klammer – Chasing the Line
- Große Freiheit
  - Rotzbub
  - Die Macht der Kränkung
  - Hinterland
  - Schachnovelle

Beste Musik
- Fritz Ostermayer und Herwig Zamernik für Rimini
  - Toni Dobrzanski und Marco Wanda für Geschichten vom Franz
  - Zebo Adam für Der Onkel – The Hawk

Platin-Romy für das Lebenswerk
- Herbert Kloiber[12]